# 강변로 (영천시)
강변로(Gangbyeon-ro)는 대한민국의 경상북도 영천시 서부동 서문육거리에서 시작하여, 완산동을 거쳐 영화교삼거리까지 연결하는 도로이다.

## 노선 경로
- 장수로와 직결 (의성, 신녕 방향)
- 서문육거리 - 최무선로, 운동장로, 수원지길
- 영서교 (금호강)
- 삼거리 명칭 미상 - 금완로
- 거리 명칭 미상 - 시장로, 담안5길
- 지하차도 교차로 - 천문로
- 네거리 명칭 미상 - 완산로
- 영화교삼거리 - 영화로